# Thiron-Gardais
Thiron-Gardais è un comune francese di 1 111 abitanti situato nel dipartimento dell'Eure-et-Loir nella regione del Centro-Valle della Loira.

## Società

### Evoluzione demografica
Abitanti censiti